# Lista över fornlämningar i Strömstads kommun (Skee, stensättningar)
Lista över fornlämningar i Strömstads kommun (Skee, stensättningar) är en förteckning av ett urval av de fornlämningar av typen stensättning som finns i Skee i Strömstads kommun.
| Namn                        | Lämningstyp  | Tillkomsttid | Historisk indelning | Plats | Läge                 | ID-nr          | Bild                                 |
| --------------------------- | ------------ | ------------ | ------------------- | ----- | -------------------- | -------------- | ------------------------------------ |
| Skee 4:1                    | Stensättning |              | Skee, Bohuslän      |       | 58.993673, 11.192708 | 10159500040001 | Ladda upp en bild av detta fornminne |
| Skee 10:1                   | Stensättning |              | Skee, Bohuslän      |       | 58.984326, 11.225236 | 10159500100001 | Ladda upp en bild av detta fornminne |
| Skee 12:2                   | Stensättning |              | Skee, Bohuslän      |       | 58.978921, 11.178959 | 10159500120002 | Ladda upp en bild av detta fornminne |
| Skee 20:1                   | Stensättning |              | Skee, Bohuslän      |       | 58.938501, 11.125526 | 10159500200001 | Ladda upp en bild av detta fornminne |
| Skee 22:2                   | Stensättning |              | Skee, Bohuslän      |       | 58.966424, 11.127170 | 10159500220002 | Ladda upp en bild av detta fornminne |
| Skee 33:1                   | Stensättning |              | Skee, Bohuslän      |       | 58.948223, 11.159966 | 10159500330001 | Ladda upp en bild av detta fornminne |
| Skee 36:1                   | Stensättning |              | Skee, Bohuslän      |       | 58.936560, 11.154522 | 10159500360001 | Ladda upp en bild av detta fornminne |
| Skee 57:2                   | Stensättning |              | Skee, Bohuslän      |       | 58.915685, 11.249434 | 10159500570002 | Ladda upp en bild av detta fornminne |
| Skee 57:3                   | Stensättning |              | Skee, Bohuslän      |       | 58.915439, 11.249576 | 10159500570003 | Ladda upp en bild av detta fornminne |
| Skee 57:4                   | Stensättning |              | Skee, Bohuslän      |       | 58.915456, 11.249765 | 10159500570004 | Ladda upp en bild av detta fornminne |
| Skee 63:2                   | Stensättning |              | Skee, Bohuslän      |       | 58.900189, 11.203928 | 10159500630002 | Ladda upp en bild av detta fornminne |
| Skee 63:3                   | Stensättning |              | Skee, Bohuslän      |       | 58.900103, 11.203174 | 10159500630003 | Ladda upp en bild av detta fornminne |
| Skee 66:1                   | Stensättning |              | Skee, Bohuslän      |       | 58.900021, 11.204919 | 10159500660001 | Ladda upp en bild av detta fornminne |
| Skee 69:1                   | Stensättning |              | Skee, Bohuslän      |       | 58.903162, 11.227383 | 10159500690001 | Ladda upp en bild av detta fornminne |
| Skee 69:3                   | Stensättning |              | Skee, Bohuslän      |       | 58.903127, 11.227197 | 10159500690003 | Ladda upp en bild av detta fornminne |
| Skee 73:1                   | Stensättning |              | Skee, Bohuslän      |       | 58.902323, 11.231076 | 10159500730001 | Ladda upp en bild av detta fornminne |
| Skee 74:1                   | Stensättning |              | Skee, Bohuslän      |       | 58.902530, 11.232626 | 10159500740001 | Ladda upp en bild av detta fornminne |
| Skee 76:2                   | Stensättning |              | Skee, Bohuslän      |       | 58.899169, 11.236401 | 10159500760002 | Ladda upp en bild av detta fornminne |
| Skee 86:2                   | Stensättning |              | Skee, Bohuslän      |       | 58.886608, 11.194913 | 10159500860002 | Ladda upp en bild av detta fornminne |
| Skee 91:1                   | Stensättning |              | Skee, Bohuslän      |       | 58.895445, 11.278184 | 10159500910001 | Ladda upp en bild av detta fornminne |
| Skee 104:1                  | Stensättning |              | Skee, Bohuslän      |       | 58.873861, 11.254148 | 10159501040001 | Ladda upp en bild av detta fornminne |
| Skee 107:1                  | Stensättning |              | Skee, Bohuslän      |       | 58.878134, 11.284843 | 10159501070001 | Ladda upp en bild av detta fornminne |
| Skee 108:2                  | Stensättning |              | Skee, Bohuslän      |       | 58.874754, 11.279424 | 10159501080002 | Ladda upp en bild av detta fornminne |
| Skee 126:1                  | Stensättning |              | Skee, Bohuslän      |       | 58.959898, 11.252958 | 10159501260001 | Ladda upp en bild av detta fornminne |
| Skee 131:1                  | Stensättning |              | Skee, Bohuslän      |       | 58.970259, 11.321850 | 10159501310001 | Ladda upp en bild av detta fornminne |
| Skee 136:1                  | Stensättning |              | Skee, Bohuslän      |       | 58.965585, 11.315226 | 10159501360001 | Ladda upp en bild av detta fornminne |
| Skee 136:2                  | Stensättning |              | Skee, Bohuslän      |       | 58.965539, 11.314919 | 10159501360002 | Ladda upp en bild av detta fornminne |
| Skee 136:3                  | Stensättning |              | Skee, Bohuslän      |       | 58.965777, 11.314507 | 10159501360003 | Ladda upp en bild av detta fornminne |
| Skee 139:1                  | Stensättning |              | Skee, Bohuslän      |       | 58.965437, 11.313209 | 10159501390001 | Ladda upp en bild av detta fornminne |
| Skee 140:1                  | Stensättning |              | Skee, Bohuslän      |       | 58.964136, 11.311961 | 10159501400001 | Ladda upp en bild av detta fornminne |
| Skee 144:1                  | Stensättning |              | Skee, Bohuslän      |       | 58.964393, 11.319150 | 10159501440001 | Ladda upp en bild av detta fornminne |
| Skee 144:2                  | Stensättning |              | Skee, Bohuslän      |       | 58.964305, 11.318935 | 10159501440002 | Ladda upp en bild av detta fornminne |
| Skee 156:1                  | Stensättning |              | Skee, Bohuslän      |       | 58.950256, 11.312104 | 10159501560001 | Ladda upp en bild av detta fornminne |
| Skee 165:1                  | Stensättning |              | Skee, Bohuslän      |       | 58.943746, 11.278245 | 10159501650001 | Ladda upp en bild av detta fornminne |
| Skee 170:1                  | Stensättning |              | Skee, Bohuslän      |       | 58.933677, 11.271315 | 10159501700001 | Ladda upp en bild av detta fornminne |
| Skee 174:1                  | Stensättning |              | Skee, Bohuslän      |       | 58.934377, 11.286835 | 10159501740001 | Ladda upp en bild av detta fornminne |
| Solberg (Skee 178:2)        | Stensättning |              | Skee, Bohuslän      |       | 58.938361, 11.322822 | 10159501780002 | Ladda upp en bild av detta fornminne |
| Solberg (Skee 178:3)        | Stensättning |              | Skee, Bohuslän      |       | 58.937829, 11.322485 | 10159501780003 | Ladda upp en bild av detta fornminne |
| Skee 182:2                  | Stensättning |              | Skee, Bohuslän      |       | 58.923502, 11.287333 | 10159501820002 | Ladda upp en bild av detta fornminne |
| Skee 182:3                  | Stensättning |              | Skee, Bohuslän      |       | 58.923642, 11.286772 | 10159501820003 | Ladda upp en bild av detta fornminne |
| Skee 182:4                  | Stensättning |              | Skee, Bohuslän      |       | 58.923639, 11.287608 | 10159501820004 | Ladda upp en bild av detta fornminne |
| Skee 184:2                  | Stensättning |              | Skee, Bohuslän      |       | 58.925538, 11.294992 | 10159501840002 | Ladda upp en bild av detta fornminne |
| Skee 185:2                  | Stensättning |              | Skee, Bohuslän      |       | 58.930990, 11.303867 | 10159501850002 | Ladda upp en bild av detta fornminne |
| Skee 185:3                  | Stensättning |              | Skee, Bohuslän      |       | 58.930909, 11.303842 | 10159501850003 | Ladda upp en bild av detta fornminne |
| Skee 185:4                  | Stensättning |              | Skee, Bohuslän      |       | 58.930825, 11.303765 | 10159501850004 | Ladda upp en bild av detta fornminne |
| Skee 186:1                  | Stensättning |              | Skee, Bohuslän      |       | 58.927833, 11.304987 | 10159501860001 | Ladda upp en bild av detta fornminne |
| Skee 188:1                  | Stensättning |              | Skee, Bohuslän      |       | 58.931996, 11.314606 | 10159501880001 | Ladda upp en bild av detta fornminne |
| Skee 189:2                  | Stensättning |              | Skee, Bohuslän      |       | 58.931475, 11.316892 | 10159501890002 | Ladda upp en bild av detta fornminne |
| Skee 189:3                  | Stensättning |              | Skee, Bohuslän      |       | 58.931533, 11.316468 | 10159501890003 | Ladda upp en bild av detta fornminne |
| Skee 192:2                  | Stensättning |              | Skee, Bohuslän      |       | 58.932172, 11.320458 | 10159501920002 | Ladda upp en bild av detta fornminne |
| Skee 193:1                  | Stensättning |              | Skee, Bohuslän      |       | 58.929968, 11.320439 | 10159501930001 | Ladda upp en bild av detta fornminne |
| Skee 194:2                  | Stensättning |              | Skee, Bohuslän      |       | 58.936685, 11.334639 | 10159501940002 | Ladda upp en bild av detta fornminne |
| Skee 194:3                  | Stensättning |              | Skee, Bohuslän      |       | 58.936672, 11.334154 | 10159501940003 | Ladda upp en bild av detta fornminne |
| Skee 197:1                  | Stensättning |              | Skee, Bohuslän      |       | 58.936008, 11.337589 | 10159501970001 | Ladda upp en bild av detta fornminne |
| Skee 203:1                  | Stensättning |              | Skee, Bohuslän      |       | 58.930386, 11.335423 | 10159502030001 | Ladda upp en bild av detta fornminne |
| Skee 203:2                  | Stensättning |              | Skee, Bohuslän      |       | 58.930564, 11.335700 | 10159502030002 | Ladda upp en bild av detta fornminne |
| Skee 203:3                  | Stensättning |              | Skee, Bohuslän      |       | 58.930802, 11.335833 | 10159502030003 | Ladda upp en bild av detta fornminne |
| Skee 203:4                  | Stensättning |              | Skee, Bohuslän      |       | 58.930968, 11.335678 | 10159502030004 | Ladda upp en bild av detta fornminne |
| Skee 205:1                  | Stensättning |              | Skee, Bohuslän      |       | 58.931268, 11.339503 | 10159502050001 | Ladda upp en bild av detta fornminne |
| Skee 206:1                  | Stensättning |              | Skee, Bohuslän      |       | 58.929975, 11.338555 | 10159502060001 | Ladda upp en bild av detta fornminne |
| Skee 212:1                  | Stensättning |              | Skee, Bohuslän      |       | 58.913650, 11.285310 | 10159502120001 | Ladda upp en bild av detta fornminne |
| Skee 214:1                  | Stensättning |              | Skee, Bohuslän      |       | 58.917716, 11.293349 | 10159502140001 | Ladda upp en bild av detta fornminne |
| Skee 214:2                  | Stensättning |              | Skee, Bohuslän      |       | 58.917645, 11.292819 | 10159502140002 | Ladda upp en bild av detta fornminne |
| Skee 221:1                  | Stensättning |              | Skee, Bohuslän      |       | 58.924082, 11.312326 | 10159502210001 | Ladda upp en bild av detta fornminne |
| Skee 222:1                  | Stensättning |              | Skee, Bohuslän      |       | 58.923985, 11.309263 | 10159502220001 | Ladda upp en bild av detta fornminne |
| Skee 223:4                  | Stensättning |              | Skee, Bohuslän      |       | 58.926435, 11.322749 | 10159502230004 | Ladda upp en bild av detta fornminne |
| Skee 224:1                  | Stensättning |              | Skee, Bohuslän      |       | 58.925991, 11.338643 | 10159502240001 | Ladda upp en bild av detta fornminne |
| Skee 224:2                  | Stensättning |              | Skee, Bohuslän      |       | 58.925924, 11.338789 | 10159502240002 | Ladda upp en bild av detta fornminne |
| Skee 224:3                  | Stensättning |              | Skee, Bohuslän      |       | 58.926069, 11.338825 | 10159502240003 | Ladda upp en bild av detta fornminne |
| Skee 224:4                  | Stensättning |              | Skee, Bohuslän      |       | 58.925789, 11.338232 | 10159502240004 | Ladda upp en bild av detta fornminne |
| Skee 225:3                  | Stensättning |              | Skee, Bohuslän      |       | 58.924433, 11.330279 | 10159502250003 | Ladda upp en bild av detta fornminne |
| Skee 230:1                  | Stensättning |              | Skee, Bohuslän      |       | 58.917063, 11.310462 | 10159502300001 | Ladda upp en bild av detta fornminne |
| Skee 231:1                  | Stensättning |              | Skee, Bohuslän      |       | 58.916368, 11.314642 | 10159502310001 | Ladda upp en bild av detta fornminne |
| Skee 231:3                  | Stensättning |              | Skee, Bohuslän      |       | 58.916186, 11.314299 | 10159502310003 | Ladda upp en bild av detta fornminne |
| Skee 235:1                  | Stensättning |              | Skee, Bohuslän      |       | 58.912302, 11.295587 | 10159502350001 | Ladda upp en bild av detta fornminne |
| Skee 236:1                  | Stensättning |              | Skee, Bohuslän      |       | 58.911611, 11.293394 | 10159502360001 | Ladda upp en bild av detta fornminne |
| Skee 236:2                  | Stensättning |              | Skee, Bohuslän      |       | 58.911420, 11.293886 | 10159502360002 | Ladda upp en bild av detta fornminne |
| Skee 238:1                  | Stensättning |              | Skee, Bohuslän      |       | 58.909759, 11.295680 | 10159502380001 | Ladda upp en bild av detta fornminne |
| Skee 239:1                  | Stensättning |              | Skee, Bohuslän      |       | 58.909337, 11.300209 | 10159502390001 | Ladda upp en bild av detta fornminne |
| Skee 245:1                  | Stensättning |              | Skee, Bohuslän      |       | 58.906972, 11.293128 | 10159502450001 | Ladda upp en bild av detta fornminne |
| Skee 245:2                  | Stensättning |              | Skee, Bohuslän      |       | 58.907066, 11.292978 | 10159502450002 | Ladda upp en bild av detta fornminne |
| Skee 257:1                  | Stensättning |              | Skee, Bohuslän      |       | 58.911183, 11.341020 | 10159502570001 | Ladda upp en bild av detta fornminne |
| Skee 258:1                  | Stensättning |              | Skee, Bohuslän      |       | 58.910852, 11.339079 | 10159502580001 | Ladda upp en bild av detta fornminne |
| Skee 259:1                  | Stensättning |              | Skee, Bohuslän      |       | 58.909802, 11.339410 | 10159502590001 | Ladda upp en bild av detta fornminne |
| Skee 264:1                  | Stensättning |              | Skee, Bohuslän      |       | 58.913043, 11.349848 | 10159502640001 | Ladda upp en bild av detta fornminne |
| Skee 264:2                  | Stensättning |              | Skee, Bohuslän      |       | 58.912973, 11.349631 | 10159502640002 | Ladda upp en bild av detta fornminne |
| Skee 264:3                  | Stensättning |              | Skee, Bohuslän      |       | 58.912899, 11.349830 | 10159502640003 | Ladda upp en bild av detta fornminne |
| Skee 264:4                  | Stensättning |              | Skee, Bohuslän      |       | 58.912874, 11.349330 | 10159502640004 | Ladda upp en bild av detta fornminne |
| Skee 265:1                  | Stensättning |              | Skee, Bohuslän      |       | 58.918161, 11.355364 | 10159502650001 | Ladda upp en bild av detta fornminne |
| Skee 269:1                  | Stensättning |              | Skee, Bohuslän      |       | 58.915247, 11.361347 | 10159502690001 | Ladda upp en bild av detta fornminne |
| Skee 281:1                  | Stensättning |              | Skee, Bohuslän      |       | 58.869849, 11.307549 | 10159502810001 | Ladda upp en bild av detta fornminne |
| Skee 286:1                  | Stensättning |              | Skee, Bohuslän      |       | 58.862413, 11.314311 | 10159502860001 | Ladda upp en bild av detta fornminne |
| Skee 291:2                  | Stensättning |              | Skee, Bohuslän      |       | 58.857890, 11.304923 | 10159502910002 | Ladda upp en bild av detta fornminne |
| Skee 293:2                  | Stensättning |              | Skee, Bohuslän      |       | 58.858752, 11.305901 | 10159502930002 | Ladda upp en bild av detta fornminne |
| Skee 293:3                  | Stensättning |              | Skee, Bohuslän      |       | 58.858693, 11.305699 | 10159502930003 | Ladda upp en bild av detta fornminne |
| Skee 296:1                  | Stensättning |              | Skee, Bohuslän      |       | 58.858766, 11.317485 | 10159502960001 | Ladda upp en bild av detta fornminne |
| Skee 296:2                  | Stensättning |              | Skee, Bohuslän      |       | 58.858639, 11.317468 | 10159502960002 | Ladda upp en bild av detta fornminne |
| Skee 296:3                  | Stensättning |              | Skee, Bohuslän      |       | 58.858742, 11.318044 | 10159502960003 | Ladda upp en bild av detta fornminne |
| Skee 312:1                  | Stensättning |              | Skee, Bohuslän      |       | 58.852944, 11.324697 | 10159503120001 | Ladda upp en bild av detta fornminne |
| Skee 313:1                  | Stensättning |              | Skee, Bohuslän      |       | 58.852273, 11.313930 | 10159503130001 | Ladda upp en bild av detta fornminne |
| Skee 313:2                  | Stensättning |              | Skee, Bohuslän      |       | 58.852353, 11.312964 | 10159503130002 | Ladda upp en bild av detta fornminne |
| Skee 314:1                  | Stensättning |              | Skee, Bohuslän      |       | 58.850135, 11.316582 | 10159503140001 | Ladda upp en bild av detta fornminne |
| Skee 319:1                  | Stensättning |              | Skee, Bohuslän      |       | 58.847301, 11.314754 | 10159503190001 | Ladda upp en bild av detta fornminne |
| Skee 322:1                  | Stensättning |              | Skee, Bohuslän      |       | 58.831728, 11.235968 | 10159503220001 | Ladda upp en bild av detta fornminne |
| Skee 323:1                  | Stensättning |              | Skee, Bohuslän      |       | 58.836448, 11.240743 | 10159503230001 | Ladda upp en bild av detta fornminne |
| Skee 323:2                  | Stensättning |              | Skee, Bohuslän      |       | 58.836438, 11.240987 | 10159503230002 | Ladda upp en bild av detta fornminne |
| Skee 325:1                  | Stensättning |              | Skee, Bohuslän      |       | 58.843066, 11.277404 | 10159503250001 | Ladda upp en bild av detta fornminne |
| Skee 336:1                  | Stensättning |              | Skee, Bohuslän      |       | 58.980642, 11.253765 | 10159503360001 | Ladda upp en bild av detta fornminne |
| Skee 336:2                  | Stensättning |              | Skee, Bohuslän      |       | 58.980391, 11.253794 | 10159503360002 | Ladda upp en bild av detta fornminne |
| Skee 337:1                  | Stensättning |              | Skee, Bohuslän      |       | 58.976778, 11.249517 | 10159503370001 | Ladda upp en bild av detta fornminne |
| Skee 347:2                  | Stensättning |              | Skee, Bohuslän      |       | 58.984782, 11.322119 | 10159503470002 | Ladda upp en bild av detta fornminne |
| Skee 359:1                  | Stensättning |              | Skee, Bohuslän      |       | 58.973102, 11.345481 | 10159503590001 | Ladda upp en bild av detta fornminne |
| Skee 363:1                  | Stensättning |              | Skee, Bohuslän      |       | 58.978110, 11.349720 | 10159503630001 | Ladda upp en bild av detta fornminne |
| Skee 364:1                  | Stensättning |              | Skee, Bohuslän      |       | 58.966729, 11.349765 | 10159503640001 | Ladda upp en bild av detta fornminne |
| Skee 367:1                  | Stensättning |              | Skee, Bohuslän      |       | 58.961478, 11.340339 | 10159503670001 | Ladda upp en bild av detta fornminne |
| Skee 367:2                  | Stensättning |              | Skee, Bohuslän      |       | 58.961199, 11.339799 | 10159503670002 | Ladda upp en bild av detta fornminne |
| Skee 367:3                  | Stensättning |              | Skee, Bohuslän      |       | 58.961031, 11.339628 | 10159503670003 | Ladda upp en bild av detta fornminne |
| Skee 370:1                  | Stensättning |              | Skee, Bohuslän      |       | 58.958292, 11.330816 | 10159503700001 | Ladda upp en bild av detta fornminne |
| Skee 371:1                  | Stensättning |              | Skee, Bohuslän      |       | 58.959728, 11.344034 | 10159503710001 | Ladda upp en bild av detta fornminne |
| Skee 372:2                  | Stensättning |              | Skee, Bohuslän      |       | 58.956617, 11.343009 | 10159503720002 | Ladda upp en bild av detta fornminne |
| Skee 373:1                  | Stensättning |              | Skee, Bohuslän      |       | 58.955587, 11.341780 | 10159503730001 | Ladda upp en bild av detta fornminne |
| Skee 373:2                  | Stensättning |              | Skee, Bohuslän      |       | 58.955348, 11.341618 | 10159503730002 | Ladda upp en bild av detta fornminne |
| Skee 374:1                  | Stensättning |              | Skee, Bohuslän      |       | 58.954423, 11.336531 | 10159503740001 | Ladda upp en bild av detta fornminne |
| Skee 374:3                  | Stensättning |              | Skee, Bohuslän      |       | 58.954299, 11.336564 | 10159503740003 | Ladda upp en bild av detta fornminne |
| Skee 377:1                  | Stensättning |              | Skee, Bohuslän      |       | 58.953470, 11.335466 | 10159503770001 | Ladda upp en bild av detta fornminne |
| Skee 398:1                  | Stensättning |              | Skee, Bohuslän      |       | 58.939423, 11.371829 | 10159503980001 | Ladda upp en bild av detta fornminne |
| Skee 427:1                  | Stensättning |              | Skee, Bohuslän      |       | 58.929826, 11.405180 | 10159504270001 | Ladda upp en bild av detta fornminne |
| Skee 429:1                  | Stensättning |              | Skee, Bohuslän      |       | 58.925303, 11.397903 | 10159504290001 | Ladda upp en bild av detta fornminne |
| Skee 431:1                  | Stensättning |              | Skee, Bohuslän      |       | 58.921957, 11.374390 | 10159504310001 | Ladda upp en bild av detta fornminne |
| Skee 431:2                  | Stensättning |              | Skee, Bohuslän      |       | 58.921478, 11.374584 | 10159504310002 | Ladda upp en bild av detta fornminne |
| Skee 435:2                  | Stensättning |              | Skee, Bohuslän      |       | 58.918078, 11.388610 | 10159504350002 | Ladda upp en bild av detta fornminne |
| Skee 435:3                  | Stensättning |              | Skee, Bohuslän      |       | 58.918207, 11.388734 | 10159504350003 | Ladda upp en bild av detta fornminne |
| Skee 437:2                  | Stensättning |              | Skee, Bohuslän      |       | 58.918080, 11.386178 | 10159504370002 | Ladda upp en bild av detta fornminne |
| Skee 442:2                  | Stensättning |              | Skee, Bohuslän      |       | 58.919440, 11.397510 | 10159504420002 | Ladda upp en bild av detta fornminne |
| Skee 446:2                  | Stensättning |              | Skee, Bohuslän      |       | 58.914133, 11.374360 | 10159504460002 | Ladda upp en bild av detta fornminne |
| Skee 447:3                  | Stensättning |              | Skee, Bohuslän      |       | 58.908414, 11.379514 | 10159504470003 | Ladda upp en bild av detta fornminne |
| Skee 464:2                  | Stensättning |              | Skee, Bohuslän      |       | 58.899458, 11.349141 | 10159504640002 | Ladda upp en bild av detta fornminne |
| Skee 464:3                  | Stensättning |              | Skee, Bohuslän      |       | 58.899424, 11.348832 | 10159504640003 | Ladda upp en bild av detta fornminne |
| Skee 467:2                  | Stensättning |              | Skee, Bohuslän      |       | 58.896401, 11.359452 | 10159504670002 | Ladda upp en bild av detta fornminne |
| Skee 470:1                  | Stensättning |              | Skee, Bohuslän      |       | 58.895211, 11.353125 | 10159504700001 | Ladda upp en bild av detta fornminne |
| Skee 485:3                  | Stensättning |              | Skee, Bohuslän      |       | 58.889450, 11.317040 | 10159504850003 | Ladda upp en bild av detta fornminne |
| Skee 487:2                  | Stensättning |              | Skee, Bohuslän      |       | 58.889163, 11.328116 | 10159504870002 | Ladda upp en bild av detta fornminne |
| Skee 491:1                  | Stensättning |              | Skee, Bohuslän      |       | 58.893392, 11.331677 | 10159504910001 | Ladda upp en bild av detta fornminne |
| Skee 492:1                  | Stensättning |              | Skee, Bohuslän      |       | 58.894310, 11.333223 | 10159504920001 | Ladda upp en bild av detta fornminne |
| Skee 492:2                  | Stensättning |              | Skee, Bohuslän      |       | 58.894235, 11.333421 | 10159504920002 | Ladda upp en bild av detta fornminne |
| Skee 492:3                  | Stensättning |              | Skee, Bohuslän      |       | 58.893947, 11.334141 | 10159504920003 | Ladda upp en bild av detta fornminne |
| Skee 496:1                  | Stensättning |              | Skee, Bohuslän      |       | 58.891465, 11.337945 | 10159504960001 | Ladda upp en bild av detta fornminne |
| Skee 496:2                  | Stensättning |              | Skee, Bohuslän      |       | 58.891273, 11.337443 | 10159504960002 | Ladda upp en bild av detta fornminne |
| Skee 499:2                  | Stensättning |              | Skee, Bohuslän      |       | 58.889662, 11.336222 | 10159504990002 | Ladda upp en bild av detta fornminne |
| Skee 502:2                  | Stensättning |              | Skee, Bohuslän      |       | 58.890503, 11.342233 | 10159505020002 | Ladda upp en bild av detta fornminne |
| Skee 504:1                  | Stensättning |              | Skee, Bohuslän      |       | 58.881252, 11.307088 | 10159505040001 | Ladda upp en bild av detta fornminne |
| Skee 510:2                  | Stensättning |              | Skee, Bohuslän      |       | 58.883198, 11.320173 | 10159505100002 | Ladda upp en bild av detta fornminne |
| Skee 510:3                  | Stensättning |              | Skee, Bohuslän      |       | 58.883122, 11.320371 | 10159505100003 | Ladda upp en bild av detta fornminne |
| Skee 512:1                  | Stensättning |              | Skee, Bohuslän      |       | 58.883698, 11.334747 | 10159505120001 | Ladda upp en bild av detta fornminne |
| Skee 519:1                  | Stensättning |              | Skee, Bohuslän      |       | 58.878798, 11.339208 | 10159505190001 | Ladda upp en bild av detta fornminne |
| Skee 521:1                  | Stensättning |              | Skee, Bohuslän      |       | 58.878067, 11.315415 | 10159505210001 | Ladda upp en bild av detta fornminne |
| Skee 525:1                  | Stensättning |              | Skee, Bohuslän      |       | 58.875682, 11.323076 | 10159505250001 | Ladda upp en bild av detta fornminne |
| Skee 536:1                  | Stensättning |              | Skee, Bohuslän      |       | 58.872485, 11.315226 | 10159505360001 | Ladda upp en bild av detta fornminne |
| Skee 546:2                  | Stensättning |              | Skee, Bohuslän      |       | 58.871962, 11.342719 | 10159505460002 | Ladda upp en bild av detta fornminne |
| Skee 551:1                  | Stensättning |              | Skee, Bohuslän      |       | 58.878280, 11.368248 | 10159505510001 | Ladda upp en bild av detta fornminne |
| Skee 552:1                  | Stensättning |              | Skee, Bohuslän      |       | 58.877236, 11.368518 | 10159505520001 | Ladda upp en bild av detta fornminne |
| Skee 560:1                  | Stensättning |              | Skee, Bohuslän      |       | 58.867277, 11.328141 | 10159505600001 | Ladda upp en bild av detta fornminne |
| Skee 600:1                  | Stensättning |              | Skee, Bohuslän      |       | 58.911968, 11.351398 | 10159506000001 | Ladda upp en bild av detta fornminne |
| Skee 616:1                  | Stensättning |              | Skee, Bohuslän      |       | 58.956253, 11.318717 | 10159506160001 | Ladda upp en bild av detta fornminne |
| Skee 654:1                  | Stensättning |              | Skee, Bohuslän      |       | 58.994164, 11.449668 | 10159506540001 | Ladda upp en bild av detta fornminne |
| Skee 655:1                  | Stensättning |              | Skee, Bohuslän      |       | 58.979604, 11.419683 | 10159506550001 | Ladda upp en bild av detta fornminne |
| Skee 655:2                  | Stensättning |              | Skee, Bohuslän      |       | 58.979491, 11.419523 | 10159506550002 | Ladda upp en bild av detta fornminne |
| Skee 672:1                  | Stensättning |              | Skee, Bohuslän      |       | 58.963670, 11.339685 | 10159506720001 | Ladda upp en bild av detta fornminne |
| Skee 672:2                  | Stensättning |              | Skee, Bohuslän      |       | 58.963581, 11.338913 | 10159506720002 | Ladda upp en bild av detta fornminne |
| Skee 673:1                  | Stensättning |              | Skee, Bohuslän      |       | 58.963275, 11.336985 | 10159506730001 | Ladda upp en bild av detta fornminne |
| Skee 674:1                  | Stensättning |              | Skee, Bohuslän      |       | 58.967934, 11.343196 | 10159506740001 | Ladda upp en bild av detta fornminne |
| Skee 675:1                  | Stensättning |              | Skee, Bohuslän      |       | 58.968259, 11.349229 | 10159506750001 | Ladda upp en bild av detta fornminne |
| Skee 676:1                  | Stensättning |              | Skee, Bohuslän      |       | 58.966254, 11.348171 | 10159506760001 | Ladda upp en bild av detta fornminne |
| Skee 680:1                  | Stensättning |              | Skee, Bohuslän      |       | 58.958402, 11.336300 | 10159506800001 | Ladda upp en bild av detta fornminne |
| Skee 680:2                  | Stensättning |              | Skee, Bohuslän      |       | 58.958553, 11.335985 | 10159506800002 | Ladda upp en bild av detta fornminne |
| Skee 681:1                  | Stensättning |              | Skee, Bohuslän      |       | 58.967413, 11.339153 | 10159506810001 | Ladda upp en bild av detta fornminne |
| Skee 683:1                  | Stensättning |              | Skee, Bohuslän      |       | 58.974409, 11.338723 | 10159506830001 | Ladda upp en bild av detta fornminne |
| Skee 683:2                  | Stensättning |              | Skee, Bohuslän      |       | 58.974316, 11.338926 | 10159506830002 | Ladda upp en bild av detta fornminne |
| Skee 687:1                  | Stensättning |              | Skee, Bohuslän      |       | 58.987652, 11.333220 | 10159506870001 | Ladda upp en bild av detta fornminne |
| Skee 688:1                  | Stensättning |              | Skee, Bohuslän      |       | 58.989223, 11.315490 | 10159506880001 | Ladda upp en bild av detta fornminne |
| Skee 693:1                  | Stensättning |              | Skee, Bohuslän      |       | 58.945442, 11.401259 | 10159506930001 | Ladda upp en bild av detta fornminne |
| Skee 694:1                  | Stensättning |              | Skee, Bohuslän      |       | 58.940382, 11.400639 | 10159506940001 | Ladda upp en bild av detta fornminne |
| Skee 695:1                  | Stensättning |              | Skee, Bohuslän      |       | 58.947658, 11.383328 | 10159506950001 | Ladda upp en bild av detta fornminne |
| Skee 697:1                  | Stensättning |              | Skee, Bohuslän      |       | 58.936017, 11.371522 | 10159506970001 | Ladda upp en bild av detta fornminne |
| Skee 698:1                  | Stensättning |              | Skee, Bohuslän      |       | 58.937482, 11.374260 | 10159506980001 | Ladda upp en bild av detta fornminne |
| Skee 707:1                  | Stensättning |              | Skee, Bohuslän      |       | 58.929683, 11.369976 | 10159507070001 | Ladda upp en bild av detta fornminne |
| Skee 708:1                  | Stensättning |              | Skee, Bohuslän      |       | 58.926729, 11.368740 | 10159507080001 | Ladda upp en bild av detta fornminne |
| Skee 709:1                  | Stensättning |              | Skee, Bohuslän      |       | 58.937497, 11.380379 | 10159507090001 | Ladda upp en bild av detta fornminne |
| Skee 711:1                  | Stensättning |              | Skee, Bohuslän      |       | 58.928353, 11.386163 | 10159507110001 | Ladda upp en bild av detta fornminne |
| Skee 711:2                  | Stensättning |              | Skee, Bohuslän      |       | 58.928120, 11.386813 | 10159507110002 | Ladda upp en bild av detta fornminne |
| Skee 711:3                  | Stensättning |              | Skee, Bohuslän      |       | 58.928025, 11.386962 | 10159507110003 | Ladda upp en bild av detta fornminne |
| Skee 712:1                  | Stensättning |              | Skee, Bohuslän      |       | 58.925574, 11.383024 | 10159507120001 | Ladda upp en bild av detta fornminne |
| Skee 713:1                  | Stensättning |              | Skee, Bohuslän      |       | 58.925462, 11.372511 | 10159507130001 | Ladda upp en bild av detta fornminne |
| Skee 716:1                  | Stensättning |              | Skee, Bohuslän      |       | 58.927610, 11.378513 | 10159507160001 | Ladda upp en bild av detta fornminne |
| Skee 717:1                  | Stensättning |              | Skee, Bohuslän      |       | 58.926608, 11.377736 | 10159507170001 | Ladda upp en bild av detta fornminne |
| Skee 718:1                  | Stensättning |              | Skee, Bohuslän      |       | 58.927437, 11.375129 | 10159507180001 | Ladda upp en bild av detta fornminne |
| Skee 719:1                  | Stensättning |              | Skee, Bohuslän      |       | 58.928580, 11.387198 | 10159507190001 | Ladda upp en bild av detta fornminne |
| Skee 720:1                  | Stensättning |              | Skee, Bohuslän      |       | 58.927875, 11.372290 | 10159507200001 | Ladda upp en bild av detta fornminne |
| Skee 720:2                  | Stensättning |              | Skee, Bohuslän      |       | 58.928026, 11.371911 | 10159507200002 | Ladda upp en bild av detta fornminne |
| Skee 722:1                  | Stensättning |              | Skee, Bohuslän      |       | 58.939131, 11.352961 | 10159507220001 | Ladda upp en bild av detta fornminne |
| Skee 724:1                  | Stensättning |              | Skee, Bohuslän      |       | 58.946954, 11.357449 | 10159507240001 | Ladda upp en bild av detta fornminne |
| Skee 725:1                  | Stensättning |              | Skee, Bohuslän      |       | 58.944681, 11.355815 | 10159507250001 | Ladda upp en bild av detta fornminne |
| Skee 727:1                  | Stensättning |              | Skee, Bohuslän      |       | 58.943133, 11.330678 | 10159507270001 | Ladda upp en bild av detta fornminne |
| Skee 729:2                  | Stensättning |              | Skee, Bohuslän      |       | 58.948750, 11.335364 | 10159507290002 | Ladda upp en bild av detta fornminne |
| Skee 734:1                  | Stensättning |              | Skee, Bohuslän      |       | 58.940071, 11.332182 | 10159507340001 | Ladda upp en bild av detta fornminne |
| Skee 736:1                  | Stensättning |              | Skee, Bohuslän      |       | 58.939077, 11.344474 | 10159507360001 | Ladda upp en bild av detta fornminne |
| Skee 743:2                  | Stensättning |              | Skee, Bohuslän      |       | 58.978044, 11.305653 | 10159507430002 | Ladda upp en bild av detta fornminne |
| Skee 744:2                  | Stensättning |              | Skee, Bohuslän      |       | 58.971431, 11.272072 | 10159507440002 | Ladda upp en bild av detta fornminne |
| Skee 745:1                  | Stensättning |              | Skee, Bohuslän      |       | 58.968507, 11.276410 | 10159507450001 | Ladda upp en bild av detta fornminne |
| Skee 749:2                  | Stensättning |              | Skee, Bohuslän      |       | 58.998095, 11.235367 | 10159507490002 | Ladda upp en bild av detta fornminne |
| Skee 756:1                  | Stensättning |              | Skee, Bohuslän      |       | 58.854389, 11.375878 | 10159507560001 | Ladda upp en bild av detta fornminne |
| Skee 762:1                  | Stensättning |              | Skee, Bohuslän      |       | 58.876847, 11.315841 | 10159507620001 | Ladda upp en bild av detta fornminne |
| Skee 765:1                  | Stensättning |              | Skee, Bohuslän      |       | 58.876627, 11.346501 | 10159507650001 | Ladda upp en bild av detta fornminne |
| Skee 766:1                  | Stensättning |              | Skee, Bohuslän      |       | 58.880492, 11.352039 | 10159507660001 | Ladda upp en bild av detta fornminne |
| Skee 774:1                  | Stensättning |              | Skee, Bohuslän      |       | 58.919316, 11.386670 | 10159507740001 | Ladda upp en bild av detta fornminne |
| Skee 775:1                  | Stensättning |              | Skee, Bohuslän      |       | 58.920870, 11.405361 | 10159507750001 | Ladda upp en bild av detta fornminne |
| Skee 777:1                  | Stensättning |              | Skee, Bohuslän      |       | 58.931363, 11.419277 | 10159507770001 | Ladda upp en bild av detta fornminne |
| Skee 779:1                  | Stensättning |              | Skee, Bohuslän      |       | 58.939163, 11.435903 | 10159507790001 | Ladda upp en bild av detta fornminne |
| Skee 791:1                  | Stensättning |              | Skee, Bohuslän      |       | 58.848740, 11.314737 | 10159507910001 | Ladda upp en bild av detta fornminne |
| Skee 794:3                  | Stensättning |              | Skee, Bohuslän      |       | 58.857488, 11.321193 | 10159507940003 | Ladda upp en bild av detta fornminne |
| Skee 795:2                  | Stensättning |              | Skee, Bohuslän      |       | 58.856284, 11.322409 | 10159507950002 | Ladda upp en bild av detta fornminne |
| Skee 797:1                  | Stensättning |              | Skee, Bohuslän      |       | 58.855867, 11.302214 | 10159507970001 | Ladda upp en bild av detta fornminne |
| Skee 806:1                  | Stensättning |              | Skee, Bohuslän      |       | 58.911576, 11.286528 | 10159508060001 | Ladda upp en bild av detta fornminne |
| Skee 810:1                  | Stensättning |              | Skee, Bohuslän      |       | 58.936432, 11.283600 | 10159508100001 | Ladda upp en bild av detta fornminne |
| Skee 811:3                  | Stensättning |              | Skee, Bohuslän      |       | 58.936835, 11.285332 | 10159508110003 | Ladda upp en bild av detta fornminne |
| Skee 819:1                  | Stensättning |              | Skee, Bohuslän      |       | 58.908253, 11.237055 | 10159508190001 | Ladda upp en bild av detta fornminne |
| Skee 826:1                  | Stensättning |              | Skee, Bohuslän      |       | 58.902555, 11.231458 | 10159508260001 | Ladda upp en bild av detta fornminne |
| Skee 842:1                  | Stensättning |              | Skee, Bohuslän      |       | 58.955365, 11.090374 | 10159508420001 | Ladda upp en bild av detta fornminne |
| Skee 843:1                  | Stensättning |              | Skee, Bohuslän      |       | 58.936573, 11.155546 | 10159508430001 | Ladda upp en bild av detta fornminne |
| Skee 845:1                  | Stensättning |              | Skee, Bohuslän      |       | 58.966796, 11.341979 | 10159508450001 | Ladda upp en bild av detta fornminne |
| Skee 847:3                  | Stensättning |              | Skee, Bohuslän      |       | 58.966736, 11.246094 | 10159508470003 | Ladda upp en bild av detta fornminne |
| Skee 851:1                  | Stensättning |              | Skee, Bohuslän      |       | 58.972518, 11.324581 | 10159508510001 | Ladda upp en bild av detta fornminne |
| Skee 855:1                  | Stensättning |              | Skee, Bohuslän      |       | 58.951699, 11.314582 | 10159508550001 | Ladda upp en bild av detta fornminne |
| Skee 857:3                  | Stensättning |              | Skee, Bohuslän      |       | 58.956872, 11.326242 | 10159508570003 | Ladda upp en bild av detta fornminne |
| Skee 857:4                  | Stensättning |              | Skee, Bohuslän      |       | 58.956757, 11.326309 | 10159508570004 | Ladda upp en bild av detta fornminne |
| Skee 862:1                  | Stensättning |              | Skee, Bohuslän      |       | 58.968143, 11.322339 | 10159508620001 | Ladda upp en bild av detta fornminne |
| Skee 869:1                  | Stensättning |              | Skee, Bohuslän      |       | 58.962573, 11.309876 | 10159508690001 | Ladda upp en bild av detta fornminne |
| Skee 870:1                  | Stensättning |              | Skee, Bohuslän      |       | 58.959640, 11.302882 | 10159508700001 | Ladda upp en bild av detta fornminne |
| Skee 871:1                  | Stensättning |              | Skee, Bohuslän      |       | 58.958629, 11.302782 | 10159508710001 | Ladda upp en bild av detta fornminne |
| Skee 872:1                  | Stensättning |              | Skee, Bohuslän      |       | 58.958086, 11.298917 | 10159508720001 | Ladda upp en bild av detta fornminne |
| Skee 872:2                  | Stensättning |              | Skee, Bohuslän      |       | 58.957751, 11.298576 | 10159508720002 | Ladda upp en bild av detta fornminne |
| Skee 873:1                  | Stensättning |              | Skee, Bohuslän      |       | 58.954138, 11.287946 | 10159508730001 | Ladda upp en bild av detta fornminne |
| Skee 874:1                  | Stensättning |              | Skee, Bohuslän      |       | 58.952290, 11.283341 | 10159508740001 | Ladda upp en bild av detta fornminne |
| Skee 875:2                  | Stensättning |              | Skee, Bohuslän      |       | 58.950542, 11.283230 | 10159508750002 | Ladda upp en bild av detta fornminne |
| Skee 876:1                  | Stensättning |              | Skee, Bohuslän      |       | 58.953942, 11.292041 | 10159508760001 | Ladda upp en bild av detta fornminne |
| Skee 877:1                  | Stensättning |              | Skee, Bohuslän      |       | 58.953945, 11.294546 | 10159508770001 | Ladda upp en bild av detta fornminne |
| Skee 880:1                  | Stensättning |              | Skee, Bohuslän      |       | 58.950952, 11.299233 | 10159508800001 | Ladda upp en bild av detta fornminne |
| Skee 884:1                  | Stensättning |              | Skee, Bohuslän      |       | 58.963090, 11.286305 | 10159508840001 | Ladda upp en bild av detta fornminne |
| Skee 884:2                  | Stensättning |              | Skee, Bohuslän      |       | 58.963155, 11.286070 | 10159508840002 | Ladda upp en bild av detta fornminne |
| Skee 884:3                  | Stensättning |              | Skee, Bohuslän      |       | 58.962645, 11.286708 | 10159508840003 | Ladda upp en bild av detta fornminne |
| Skee 887:1                  | Stensättning |              | Skee, Bohuslän      |       | 58.948135, 11.247979 | 10159508870001 | Ladda upp en bild av detta fornminne |
| Skee 888:1                  | Stensättning |              | Skee, Bohuslän      |       | 58.957020, 11.243938 | 10159508880001 | Ladda upp en bild av detta fornminne |
| Skee 889:1                  | Stensättning |              | Skee, Bohuslän      |       | 58.957832, 11.244313 | 10159508890001 | Ladda upp en bild av detta fornminne |
| Skee 892:1                  | Stensättning |              | Skee, Bohuslän      |       | 58.963120, 11.281397 | 10159508920001 | Ladda upp en bild av detta fornminne |
| Skee 895:2                  | Stensättning |              | Skee, Bohuslän      |       | 59.004762, 11.223077 | 10159508950002 | Ladda upp en bild av detta fornminne |
| Skee 896:1                  | Stensättning |              | Skee, Bohuslän      |       | 59.002946, 11.221165 | 10159508960001 | Ladda upp en bild av detta fornminne |
| Skee 897:1                  | Stensättning |              | Skee, Bohuslän      |       | 59.000079, 11.220480 | 10159508970001 | Ladda upp en bild av detta fornminne |
| Skee 900:1                  | Stensättning |              | Skee, Bohuslän      |       | 58.966552, 11.177344 | 10159509000001 | Ladda upp en bild av detta fornminne |
| Skee 901:1                  | Stensättning |              | Skee, Bohuslän      |       | 58.941081, 11.305888 | 10159509010001 | Ladda upp en bild av detta fornminne |
| Skee 908:1                  | Stensättning |              | Skee, Bohuslän      |       | 58.913462, 11.348306 | 10159509080001 | Ladda upp en bild av detta fornminne |
| Skee 910:1                  | Stensättning |              | Skee, Bohuslän      |       | 58.916424, 11.351283 | 10159509100001 | Ladda upp en bild av detta fornminne |
| Skee 912:3                  | Stensättning |              | Skee, Bohuslän      |       | 58.913934, 11.365094 | 10159509120003 | Ladda upp en bild av detta fornminne |
| Skee 912:4                  | Stensättning |              | Skee, Bohuslän      |       | 58.914134, 11.365175 | 10159509120004 | Ladda upp en bild av detta fornminne |
| Skee 914:1                  | Stensättning |              | Skee, Bohuslän      |       | 58.915469, 11.365297 | 10159509140001 | Ladda upp en bild av detta fornminne |
| Skee 915:1                  | Stensättning |              | Skee, Bohuslän      |       | 58.926607, 11.354932 | 10159509150001 | Ladda upp en bild av detta fornminne |
| Skee 916:2                  | Stensättning |              | Skee, Bohuslän      |       | 58.915944, 11.346297 | 10159509160002 | Ladda upp en bild av detta fornminne |
| Skee 916:3                  | Stensättning |              | Skee, Bohuslän      |       | 58.915809, 11.346295 | 10159509160003 | Ladda upp en bild av detta fornminne |
| Skee 917:1                  | Stensättning |              | Skee, Bohuslän      |       | 58.913496, 11.362888 | 10159509170001 | Ladda upp en bild av detta fornminne |
| Skee 928:1                  | Stensättning |              | Skee, Bohuslän      |       | 58.916887, 11.313730 | 10159509280001 | Ladda upp en bild av detta fornminne |
| Skee 929:1                  | Stensättning |              | Skee, Bohuslän      |       | 58.923731, 11.328816 | 10159509290001 | Ladda upp en bild av detta fornminne |
| Skee 934:1                  | Stensättning |              | Skee, Bohuslän      |       | 58.922268, 11.312401 | 10159509340001 | Ladda upp en bild av detta fornminne |
| Skee 935:1                  | Stensättning |              | Skee, Bohuslän      |       | 58.863689, 11.305768 | 10159509350001 | Ladda upp en bild av detta fornminne |
| Skee 935:2                  | Stensättning |              | Skee, Bohuslän      |       | 58.863472, 11.305719 | 10159509350002 | Ladda upp en bild av detta fornminne |
| Skee 935:3                  | Stensättning |              | Skee, Bohuslän      |       | 58.863363, 11.306042 | 10159509350003 | Ladda upp en bild av detta fornminne |
| Skee 936:1                  | Stensättning |              | Skee, Bohuslän      |       | 58.865575, 11.308279 | 10159509360001 | Ladda upp en bild av detta fornminne |
| Skee 936:2                  | Stensättning |              | Skee, Bohuslän      |       | 58.865097, 11.308549 | 10159509360002 | Ladda upp en bild av detta fornminne |
| Skee 937:1                  | Stensättning |              | Skee, Bohuslän      |       | 58.865659, 11.310888 | 10159509370001 | Ladda upp en bild av detta fornminne |
| Skee 938:1                  | Stensättning |              | Skee, Bohuslän      |       | 58.865000, 11.311140 | 10159509380001 | Ladda upp en bild av detta fornminne |
| Skee 939:1                  | Stensättning |              | Skee, Bohuslän      |       | 58.865186, 11.312458 | 10159509390001 | Ladda upp en bild av detta fornminne |
| Skee 944:1                  | Stensättning |              | Skee, Bohuslän      |       | 58.861124, 11.316962 | 10159509440001 | Ladda upp en bild av detta fornminne |
| Skee 945:1                  | Stensättning |              | Skee, Bohuslän      |       | 58.859741, 11.316259 | 10159509450001 | Ladda upp en bild av detta fornminne |
| Skee 946:1                  | Stensättning |              | Skee, Bohuslän      |       | 58.859995, 11.317778 | 10159509460001 | Ladda upp en bild av detta fornminne |
| Skee 947:1                  | Stensättning |              | Skee, Bohuslän      |       | 58.932890, 11.421128 | 10159509470001 | Ladda upp en bild av detta fornminne |
| Skee 948:1                  | Stensättning |              | Skee, Bohuslän      |       | 58.899351, 11.241085 | 10159509480001 | Ladda upp en bild av detta fornminne |
| Skee 950:1                  | Stensättning |              | Skee, Bohuslän      |       | 58.969526, 11.152118 | 10159509500001 | Ladda upp en bild av detta fornminne |
| Skee 962:1                  | Stensättning |              | Skee, Bohuslän      |       | 58.859958, 11.248464 | 10159509620001 | Ladda upp en bild av detta fornminne |
| Skee 963:1                  | Stensättning |              | Skee, Bohuslän      |       | 58.871639, 11.263686 | 10159509630001 | Ladda upp en bild av detta fornminne |
| Skee 965:1                  | Stensättning |              | Skee, Bohuslän      |       | 58.873785, 11.263319 | 10159509650001 | Ladda upp en bild av detta fornminne |
| Skee 970:1                  | Stensättning |              | Skee, Bohuslän      |       | 58.834525, 11.241058 | 10159509700001 | Ladda upp en bild av detta fornminne |
| Skee 971:1                  | Stensättning |              | Skee, Bohuslän      |       | 58.853795, 11.259256 | 10159509710001 | Ladda upp en bild av detta fornminne |
| Skee 972:1                  | Stensättning |              | Skee, Bohuslän      |       | 58.879849, 11.290830 | 10159509720001 | Ladda upp en bild av detta fornminne |
| Skee 975:1                  | Stensättning |              | Skee, Bohuslän      |       | 58.882691, 11.340477 | 10159509750001 | Ladda upp en bild av detta fornminne |
| Skee 976:1                  | Stensättning |              | Skee, Bohuslän      |       | 58.894529, 11.356397 | 10159509760001 | Ladda upp en bild av detta fornminne |
| Skee 977:1                  | Stensättning |              | Skee, Bohuslän      |       | 58.910539, 11.296161 | 10159509770001 | Ladda upp en bild av detta fornminne |
| Skee 978:1                  | Stensättning |              | Skee, Bohuslän      |       | 58.911082, 11.302486 | 10159509780001 | Ladda upp en bild av detta fornminne |
| Skee 979:1                  | Stensättning |              | Skee, Bohuslän      |       | 58.909014, 11.288133 | 10159509790001 | Ladda upp en bild av detta fornminne |
| Skee 979:2                  | Stensättning |              | Skee, Bohuslän      |       | 58.909186, 11.288159 | 10159509790002 | Ladda upp en bild av detta fornminne |
| Skee 979:3                  | Stensättning |              | Skee, Bohuslän      |       | 58.909364, 11.287889 | 10159509790003 | Ladda upp en bild av detta fornminne |
| Skee 979:4                  | Stensättning |              | Skee, Bohuslän      |       | 58.909463, 11.287874 | 10159509790004 | Ladda upp en bild av detta fornminne |
| Skee 983:2                  | Stensättning |              | Skee, Bohuslän      |       | 58.939032, 11.342116 | 10159509830002 | Ladda upp en bild av detta fornminne |
| Skee 983:4                  | Stensättning |              | Skee, Bohuslän      |       | 58.939236, 11.341992 | 10159509830004 | Ladda upp en bild av detta fornminne |
| Skee 984:1                  | Stensättning |              | Skee, Bohuslän      |       | 58.932634, 11.314896 | 10159509840001 | Ladda upp en bild av detta fornminne |
| Skee 984:2                  | Stensättning |              | Skee, Bohuslän      |       | 58.932561, 11.314835 | 10159509840002 | Ladda upp en bild av detta fornminne |
| Skee 985:2                  | Stensättning |              | Skee, Bohuslän      |       | 58.926665, 11.320359 | 10159509850002 | Ladda upp en bild av detta fornminne |
| Skee 986:1                  | Stensättning |              | Skee, Bohuslän      |       | 58.925521, 11.290496 | 10159509860001 | Ladda upp en bild av detta fornminne |
| Skee 987:1                  | Stensättning |              | Skee, Bohuslän      |       | 58.924040, 11.291991 | 10159509870001 | Ladda upp en bild av detta fornminne |
| Skee 990:1                  | Stensättning |              | Skee, Bohuslän      |       | 58.913250, 11.287214 | 10159509900001 | Ladda upp en bild av detta fornminne |
| Skee 1001:1                 | Stensättning |              | Skee, Bohuslän      |       | 58.977408, 11.157174 | 10159510010001 | Ladda upp en bild av detta fornminne |
| Skee 1001:2                 | Stensättning |              | Skee, Bohuslän      |       | 58.977458, 11.157326 | 10159510010002 | Ladda upp en bild av detta fornminne |
| Skee 1035:1                 | Stensättning |              | Skee, Bohuslän      |       | 58.974836, 11.242820 | 10159510350001 | Ladda upp en bild av detta fornminne |
| Skee 1050:1                 | Stensättning |              | Skee, Bohuslän      |       | 58.957561, 11.345154 | 10159510500001 | Ladda upp en bild av detta fornminne |
| Skee 1083:1                 | Stensättning |              | Skee, Bohuslän      |       | 58.906752, 11.211793 | 10159510830001 | Ladda upp en bild av detta fornminne |
| Skee 1088:1                 | Stensättning |              | Skee, Bohuslän      |       | 58.912359, 11.260324 | 10159510880001 | Ladda upp en bild av detta fornminne |
| Skee 1106:2                 | Stensättning |              | Skee, Bohuslän      |       | 58.892881, 11.225770 | 10159511060002 | Ladda upp en bild av detta fornminne |
| Skee 1133:1                 | Stensättning |              | Skee, Bohuslän      |       | 58.875789, 11.319096 | 10159511330001 | Ladda upp en bild av detta fornminne |
| Skee 1165:1                 | Stensättning |              | Skee, Bohuslän      |       | 58.885793, 11.328048 | 10159511650001 | Ladda upp en bild av detta fornminne |
| Skee 1167:1                 | Stensättning |              | Skee, Bohuslän      |       | 58.858865, 11.307503 | 10159511670001 | Ladda upp en bild av detta fornminne |
| Skee 1170:1                 | Stensättning |              | Skee, Bohuslän      |       | 58.866457, 11.258456 | 10159511700001 | Ladda upp en bild av detta fornminne |
| Skee 1195:1                 | Stensättning |              | Skee, Bohuslän      |       | 58.867575, 11.373288 | 10159511950001 | Ladda upp en bild av detta fornminne |
| Skee 1195:2                 | Stensättning |              | Skee, Bohuslän      |       | 58.867557, 11.372926 | 10159511950002 | Ladda upp en bild av detta fornminne |
| Skee 1198:1                 | Stensättning |              | Skee, Bohuslän      |       | 58.846914, 11.279984 | 10159511980001 | Ladda upp en bild av detta fornminne |
| Skee 1199:1                 | Stensättning |              | Skee, Bohuslän      |       | 58.848681, 11.292063 | 10159511990001 | Ladda upp en bild av detta fornminne |
| Skee 1210:1                 | Stensättning |              | Skee, Bohuslän      |       | 58.885773, 11.358211 | 10159512100001 | Ladda upp en bild av detta fornminne |
| Skee 1210:2                 | Stensättning |              | Skee, Bohuslän      |       | 58.885758, 11.358681 | 10159512100002 | Ladda upp en bild av detta fornminne |
| Skee 1210:3                 | Stensättning |              | Skee, Bohuslän      |       | 58.885686, 11.358688 | 10159512100003 | Ladda upp en bild av detta fornminne |
| Skee 1253:2                 | Stensättning |              | Skee, Bohuslän      |       | 58.939247, 11.288902 | 10159512530002 | Ladda upp en bild av detta fornminne |
| en, Olsgården (Skee 1254:1) | Stensättning |              | Skee, Bohuslän      |       | 58.942558, 11.290351 | 10159512540001 | Ladda upp en bild av detta fornminne |
| Skee 1256:1                 | Stensättning |              | Skee, Bohuslän      |       | 58.928154, 11.302621 | 10159512560001 | Ladda upp en bild av detta fornminne |
| Skee 1257:1                 | Stensättning |              | Skee, Bohuslän      |       | 58.925031, 11.302522 | 10159512570001 | Ladda upp en bild av detta fornminne |
| Skee 1259:1                 | Stensättning |              | Skee, Bohuslän      |       | 58.926553, 11.306858 | 10159512590001 | Ladda upp en bild av detta fornminne |
| Skee 1259:2                 | Stensättning |              | Skee, Bohuslän      |       | 58.926443, 11.306506 | 10159512590002 | Ladda upp en bild av detta fornminne |
| Skee 1264:1                 | Stensättning |              | Skee, Bohuslän      |       | 58.916715, 11.308298 | 10159512640001 | Ladda upp en bild av detta fornminne |
| Skee 1265:1                 | Stensättning |              | Skee, Bohuslän      |       | 58.915796, 11.309361 | 10159512650001 | Ladda upp en bild av detta fornminne |
| Skee 1266:1                 | Stensättning |              | Skee, Bohuslän      |       | 58.923274, 11.328314 | 10159512660001 | Ladda upp en bild av detta fornminne |
| Skee 1270:2                 | Stensättning |              | Skee, Bohuslän      |       | 58.939947, 11.345576 | 10159512700002 | Ladda upp en bild av detta fornminne |
| Skee 1273:1                 | Stensättning |              | Skee, Bohuslän      |       | 58.937949, 11.332481 | 10159512730001 | Ladda upp en bild av detta fornminne |
| Skee 1274:1                 | Stensättning |              | Skee, Bohuslän      |       | 58.929153, 11.331657 | 10159512740001 | Ladda upp en bild av detta fornminne |
| Skee 1274:2                 | Stensättning |              | Skee, Bohuslän      |       | 58.929070, 11.331561 | 10159512740002 | Ladda upp en bild av detta fornminne |
| Skee 1275:1                 | Stensättning |              | Skee, Bohuslän      |       | 58.917457, 11.354937 | 10159512750001 | Ladda upp en bild av detta fornminne |
| Skee 1277:1                 | Stensättning |              | Skee, Bohuslän      |       | 58.947270, 11.348679 | 10159512770001 | Ladda upp en bild av detta fornminne |
| Skee 1282:1                 | Stensättning |              | Skee, Bohuslän      |       | 58.927833, 11.346911 | 10159512820001 | Ladda upp en bild av detta fornminne |
| Skee 1287:1                 | Stensättning |              | Skee, Bohuslän      |       | 58.914771, 11.388637 | 10159512870001 | Ladda upp en bild av detta fornminne |
| Skee 1294:1                 | Stensättning |              | Skee, Bohuslän      |       | 58.920923, 11.390004 | 10159512940001 | Ladda upp en bild av detta fornminne |
| Skee 1294:2                 | Stensättning |              | Skee, Bohuslän      |       | 58.920987, 11.390049 | 10159512940002 | Ladda upp en bild av detta fornminne |
| Skee 1294:3                 | Stensättning |              | Skee, Bohuslän      |       | 58.921008, 11.389839 | 10159512940003 | Ladda upp en bild av detta fornminne |
| Skee 1294:4                 | Stensättning |              | Skee, Bohuslän      |       | 58.920844, 11.389787 | 10159512940004 | Ladda upp en bild av detta fornminne |
| Skee 1299:1                 | Stensättning |              | Skee, Bohuslän      |       | 58.930983, 11.389474 | 10159512990001 | Ladda upp en bild av detta fornminne |
| Skee 1299:2                 | Stensättning |              | Skee, Bohuslän      |       | 58.930940, 11.389236 | 10159512990002 | Ladda upp en bild av detta fornminne |
| Skee 1300:1                 | Stensättning |              | Skee, Bohuslän      |       | 58.928362, 11.397400 | 10159513000001 | Ladda upp en bild av detta fornminne |
| Skee 1301:1                 | Stensättning |              | Skee, Bohuslän      |       | 58.944459, 11.410818 | 10159513010001 | Ladda upp en bild av detta fornminne |
| Skee 1304:1                 | Stensättning |              | Skee, Bohuslän      |       | 58.930616, 11.409212 | 10159513040001 | Ladda upp en bild av detta fornminne |
| Skee 1304:2                 | Stensättning |              | Skee, Bohuslän      |       | 58.930475, 11.409314 | 10159513040002 | Ladda upp en bild av detta fornminne |
| Skee 1307:1                 | Stensättning |              | Skee, Bohuslän      |       | 58.926494, 11.399963 | 10159513070001 | Ladda upp en bild av detta fornminne |
| Skee 1323:1                 | Stensättning |              | Skee, Bohuslän      |       | 58.914809, 11.438203 | 10159513230001 | Ladda upp en bild av detta fornminne |
| Skee 1323:2                 | Stensättning |              | Skee, Bohuslän      |       | 58.914436, 11.438694 | 10159513230002 | Ladda upp en bild av detta fornminne |
| Skee 1369:1                 | Stensättning |              | Skee, Bohuslän      |       | 58.914267, 11.283787 | 10159513690001 | Ladda upp en bild av detta fornminne |
| Skee 1370:2                 | Stensättning |              | Skee, Bohuslän      |       | 58.920110, 11.277531 | 10159513700002 | Ladda upp en bild av detta fornminne |
| Skee 1370:3                 | Stensättning |              | Skee, Bohuslän      |       | 58.920266, 11.277820 | 10159513700003 | Ladda upp en bild av detta fornminne |
| Skee 1372:1                 | Stensättning |              | Skee, Bohuslän      |       | 58.914410, 11.276969 | 10159513720001 | Ladda upp en bild av detta fornminne |
| Skee 1378:1                 | Stensättning |              | Skee, Bohuslän      |       | 58.908686, 11.287139 | 10159513780001 | Ladda upp en bild av detta fornminne |
| Skee 1453:1                 | Stensättning |              | Skee, Bohuslän      |       | 58.963218, 11.254467 | 10159514530001 | Ladda upp en bild av detta fornminne |
| Skee 1453:2                 | Stensättning |              | Skee, Bohuslän      |       | 58.963076, 11.254519 | 10159514530002 | Ladda upp en bild av detta fornminne |
| Skee 1453:3                 | Stensättning |              | Skee, Bohuslän      |       | 58.962951, 11.254568 | 10159514530003 | Ladda upp en bild av detta fornminne |
| Skee 1460:1                 | Stensättning |              | Skee, Bohuslän      |       | 58.846830, 11.269439 | 10159514600001 | Ladda upp en bild av detta fornminne |
| Skee 1581:1                 | Stensättning |              | Skee, Bohuslän      |       | 58.864817, 11.281793 | 10159515810001 | Ladda upp en bild av detta fornminne |
| Skee 1597:2                 | Stensättning |              | Skee, Bohuslän      |       | 58.915511, 11.261091 | 10159515970002 | Ladda upp en bild av detta fornminne |
| Skee 1752                   | Stensättning |              | Skee, Bohuslän      |       | 58.886485, 11.411932 | 12000000078756 | Ladda upp en bild av detta fornminne |